# Breda Ba.65
Il Breda Ba.65 Nibbio era un monoplano monomotore d'assalto ad ala bassa prodotto dall'azienda italiana Società Italiana Ernesto Breda dal 1936 al 1939.
Utilizzato principalmente dall'aeronautica militare italiana, prestò servizio nell'Aviazione Legionaria durante la guerra civile spagnola e nella Regia Aeronautica durante la prima fase della seconda guerra mondiale. Quarantacinque esemplari vennero venduti all'estero, e furono impiegati dalle aeronautiche di Iraq, Cile e Portogallo.

## Storia del progetto
Il progetto del Ba.65 venne affidato agli ingegneri Antonio Parano e Giuseppe Panzeri che utilizzarono come base il precedente Ba.64, monoplano da assalto espressione delle teorie sull'aviazione d'assalto (o da attacco al suolo, o da appoggio ravvicinato) di cui fu principale sostenitore il colonnello Amedeo Mecozzi. Il nuovo velivolo che manteneva le stesse caratteristiche generali del suo predecessore, venne realizzato in due prototipi, come convenzione, da presentare alla commissione esaminatrice della Regia.
Il prototipo, monoposto e motorizzato da uno motore radiale Isotta Fraschini K.14, il Gnome-Rhône 14K prodotto su licenza dalla Isotta Fraschini, venne portato in volo per la prima volta nel settembre 1935. Le positive impressioni portarono ad un immediato ordine di 81 velivoli, monoposto e con la stessa motorizzazione del prototipo.
Del Ba.65 venne anche realizzata una versione biposto, inizialmente con postazione aperta per il mitragliere, e in seguito, per un piccolo numero di esemplari, una torretta dorsale Breda L per un'arma difensiva da 12,7 mm (con un aumento di peso pari a 500 kg circa, e a una diminuzione della velocità di 20 km/h).
A partire dall'82º esemplare venne adottato il più potente motore Fiat A.80 RC.41 da 1 000 CV. Questo propulsore, come già su altri aeroplani come il bombardiere medio Fiat B.R.20, si rivelò di scarsa affidabilità riducendo l'efficienza delle macchine che lo montavano rispetto agli esemplari equipaggiati col migliore Isotta Fraschini K.14.
Una seconda serie di 137 macchine venne costruita dalla Breda (80 esemplari) e dalla Caproni Vizzola (57 esemplari) prima che la produzione cessasse del tutto nel luglio 1939.

## Tecnica

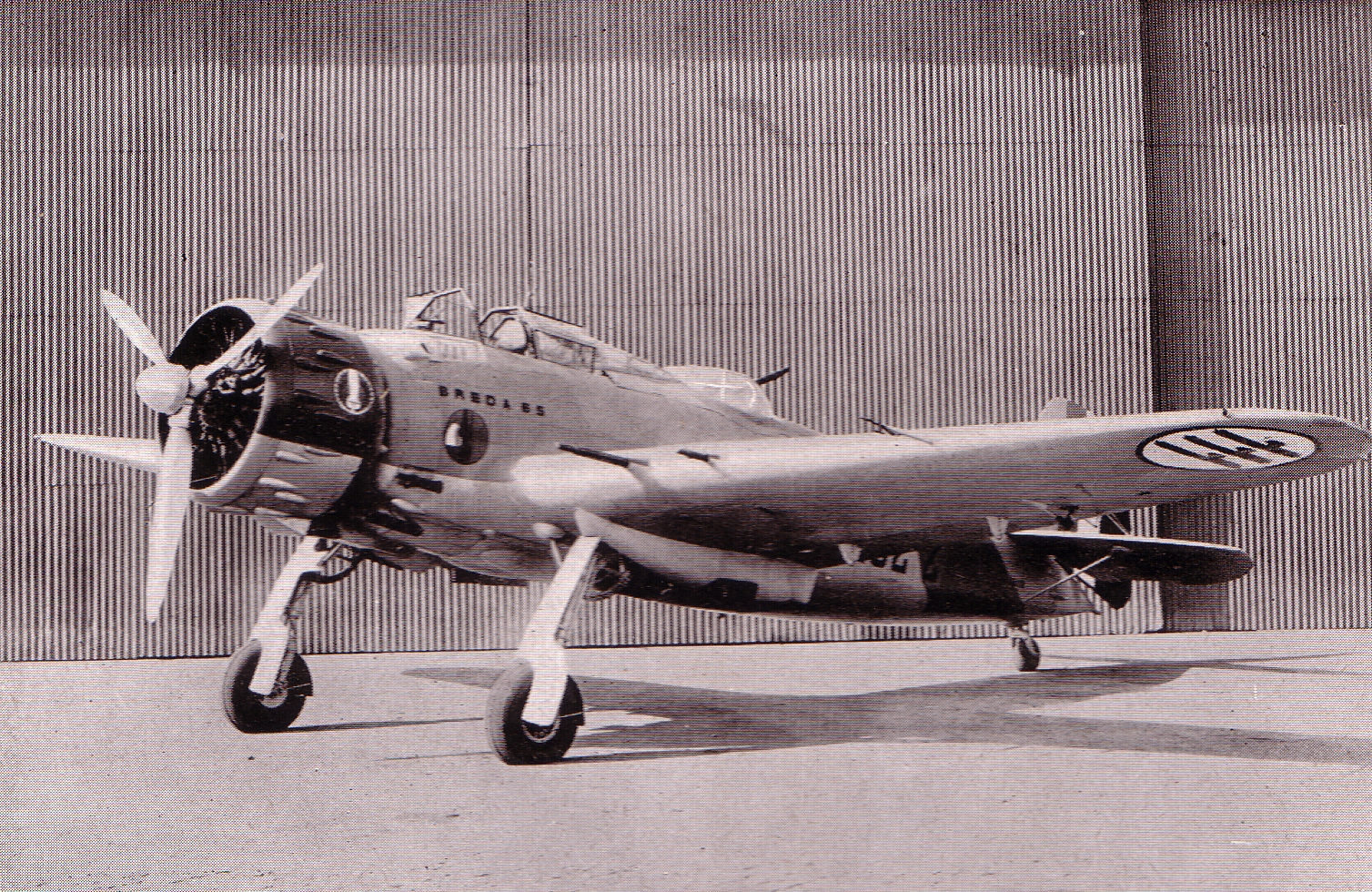
Il Ba.65 vers. biposto a terra

Il Ba.65 manteneva le stesse caratteristiche del suo predecessore Ba.64, ovvero configurazione alare monoplana ad ala bassa a sbalzo, struttura a traliccio in tubi di acciaio saldati, con rivestimento in lamiere di duralluminio, tranne che per il bordo d'uscita alare rivestito in tela. L'impennaggio era monoderiva con controventature. Il carrello aveva le gambe anteriori retrattili in gondole subalari (che lasciavano parzialmente scoperti gli pneumatici), mentre il ruotino posteriore era fisso. Il pilota disponeva di un abitacolo chiuso, dotato di cappottina vetrata scorrevole.
L'armamento era di 4 mitragliatrici installate nel piano alare (notevole per gli standard italiani dell'epoca), più una brandeggiabile per l'osservatore nella versione biposto. Disponeva di un vano bombe interno e attacchi subalari. Queste caratteristiche che lo rendevano, al momento del primo volo (1935) un velivolo decisamente all'avanguardia.
La propulsione era affidata ad un motore radiale posizionato sul muso e racchiuso da una cappottatura. I primi 81 esemplari vennero equipaggiati con un Isotta Fraschini K.14, un 14 cilindri a doppia stella capace di erogare una potenza di 900 CV (662 kW) e riconoscibile per le caratteristiche bugne sulla cappottatura in corrispondenza dei rimandi delle punterie. Gli esemplari successivi vennero equipaggiati con un radiale Fiat A.80 RC.41 18R che sviluppava 1 000 CV (735,5 kW) e che per il suo minore diametro rispetto al predecessore era dotato di una diversa cappottatura priva stavolta di protuberanze. Entrambi i motori erano accoppiati ad un'elica tripala.

## Impiego operativo

### Regia Aeronautica

#### Guerra civile spagnola
Il battesimo del fuoco del Ba.65 avvenne con un primo lotto di 13 esemplari della prima serie equipaggiata con il motore Gnome-Rhône 14K. I velivoli vennero inquadrati nella 65ª Squadriglia Assalto, che faceva parte del XXXV Gruppo Autonomo B.V. dell'Aviazione Legionaria.
L'unità prese parte ad operazioni a Santander nell'agosto 1937, ed, in seguito, a Teruel. Partecipò anche alle battaglie per il fiume Ebro. Come il prototipo, questi erano velivoli monoposto, con l'abitacolo del pilota completamente vetrato, che si assottigliava verso la parte posteriore.
Inizialmente si riteneva che il Breda Ba.65 potesse ricoprire un ampio ventaglio di ruoli: caccia, ricognitore e bombardiere leggero. In tutti questi contesti, il Ba.65 risultò generalmente inadeguato. Come caccia intercettatore, la macchina faticava a decollare in assetto di guerra, e aveva lunghissimi tempi di salita in quota (ben 18 minuti per raggiungere i 4000 m). Inoltre, il motore richiedeva 10-20 minuti per essere riscaldato prima del decollo, rendendo impossibili le partenze in emergenza. D'altro canto, però, le armi di bordo erano più che adeguate, tanto che un bombardiere nemico venne abbattuto con soli 125 colpi. Come ricognitore i risultati furono altrettanto scadenti, dato che l'aggiunta di un secondo membro di equipaggio aveva peggiorato il già mediocre centraggio del velivolo e le sue prestazioni, e aveva addirittura ridotto la visibilità di bordo. Sulle doti del Ba.65 come bombardiere, il giudizio era invece in chiaroscuro. Se utilizzato nel bombardamento orizzontale, con bombe caricate nella stiva interna, il risultato era un tiro decisamente impreciso e poco efficace. Nei bombardamenti in picchiata, con bombe caricate sugli agganci sub-alari, il Breda era invece decisamente efficace, e le manovre di puntamento risultavano semplici e precise. Celebre rimase la distruzione del ponte di Flix sul fiume Ebro (via di rifornimento essenziale per le truppe governative, durante l'offensiva in Aragona del 1938), da parte di una pattuglia di tre soli Ba.65.
Nel 1938 venne inviato un secondo lotto di 10 velivoli: 6 Ba.65 motorizzati Fiat A.80 RC.41 e 4 Isotta Fraschini K.14.
L'esperienza spagnola dimostrò che l'aereo era valido nel ruolo di assaltatore, anche se i piloti provenienti dalla caccia, legati alle tradizioni acrobatiche italiane, ne lamentarono il «difficile pilotaggio», mentre i piloti provenienti dal bombardamento lo apprezzarono molto. Forse proprio la valutazione dei piloti della caccia contribuì a lasciare nell'ombra questo velivolo, rispetto ad altri aerei più noti.

#### Seconda guerra mondiale
Nonostante in Spagna il Ba.65 avesse dimostrato di essere un buon incassatore, e fosse più veloce di uno Junkers Ju 87 Stuka, era evidente che non potesse ricoprire il ruolo di un aereo da caccia e anzi era troppo poco maneggevole per potersi difendere dalla caccia avversaria.
Inoltre, nonostante si trattasse in origine di un progetto moderno, era invecchiato presto, e nel giro di un paio d'anni si poteva dire largamente superato, in particolare era privo dei freni aerodinamici di picchiata.
Dopo l'impiego iniziale nell'Aviazione Legionaria, il Breda Ba.65 venne ben presto assegnato alla Brigata d'Assalto, costituita da 5º e 50º Stormo. Alla vigilia del conflitto mondiale la Regia Aeronautica aveva in carico 167 Ba.65, di cui ben 118 motorizzati con il Fiat A.80. Il Ba.65, in carico a diversi reparti d'assalto, ne vide solo due immediatamente operativi all'inizio delle ostilità: la 159ª Squadriglia, su undici macchine, e la gemella 160ª Squadriglia del 12º Gruppo Assalto (12º Gruppo caccia), dislocate sull'aeroporto di Sorman, in Libia.
L'evoluzione delle operazioni in Nordafrica, e il disastroso esordio nelle missioni di appoggio tattico dei bimotori Breda Ba.88, preda fin troppo facile anche per i superati biplani Gloster Gladiator, e le scarse prestazioni dei Caproni Ca.310, portò nel novembre 1940 a bloccare la radiazione dai reparti dei vecchi Ba.65 e a richiedere con urgenza il trasferimento in Africa di tutte le macchine disponibili dotate del motore Isotta Fraschini K.14, richiesta che non si poté soddisfare, in quanto queste macchine erano già tutte in Africa.
Comunque le poche macchine ancora adatte all'impiego operativo vennero rintracciate un po' dappertutto e trasferite velocemente in Libia: qui furono attivissime nel contrasto dei mezzi motorizzati britannici, affiancate anche dai non apprezzati esemplari con motore A.80. Nel dicembre del 1940 erano rimaste solo venticinque macchine. L'ultimo Ba.65 in servizio operativo fu perso durante l'offensiva britannica in Cirenaica nel febbraio del 1941. Entro la fine dello stesso mese, il personale superstite del 50º Stormo Assalto venne rimpatriato, dopo l'abbandono delle ultime macchine ormai logorate, e non più idonee al servizio, nei campi d'aviazione della Cirenaica.
Tuttavia, il contributo dato da questa macchina nel rallentare le colonne di blindati e di autocarri del generale Archibald Wavell in marcia verso la Tripolitania fu notevole, e senz'altro più efficace di quello dato da altri apparecchi, per lo più caccia ormai superati come il Fiat C.R.32, trasformati in improvvisati assaltatori, o gli stessi Savoia-Marchetti S.M.79 certo inadatti all'attacco al suolo, ma ugualmente gettati nella mischia per far fronte al rischio tutt'altro che remoto della perdita della Libia.
Per il Breda Ba.65, aereo ormai superato (già in lista per la radiazione) che doveva lasciare il posto a macchine più moderne (che si rivelarono inadatte o tardarono ad arrivare), la conclusione della carriera operativa fu più che onorevole, e rimase l'unico aereo della Regia Aeronautica progettato appositamente per l'aviazione d'assalto ad avere una vita operativa degna di nota.
Secondo autori anglosassoni, tuttavia, il Ba.65 ebbe una ridotta operatività nel deserto e non ottenne risultati particolarmente rilevanti.
Il futuro dell'aviazione d'assalto italiana nel conflitto fu affidato, giocoforza, a macchine come il Fiat C.R.42, il Fiat G.50, e più avanti il Macchi M.C.200, che, superati e ormai non più competitivi come caccia, vennero adattati al trasporto di bombe da 50 o 100 kg per l'attacco al suolo; si trattava in verità più di caccia-bombardieri che di assaltatori veri e propri. Solo nel 1943, con il Reggiane Re.2002, si ebbe un caccia-bombardiere relativamente moderno.
La carriera operativa degli esemplari di Ba.65 in migliori condizioni proseguì ancora fino al 1943. 40 esemplari vennero ricondizionati dalla Caproni Vizzola assumendo la designazione Ba.65M ed impiegati nel ruolo di aereo da addestramento nel bombardamento a tuffo.

### Altri operatori

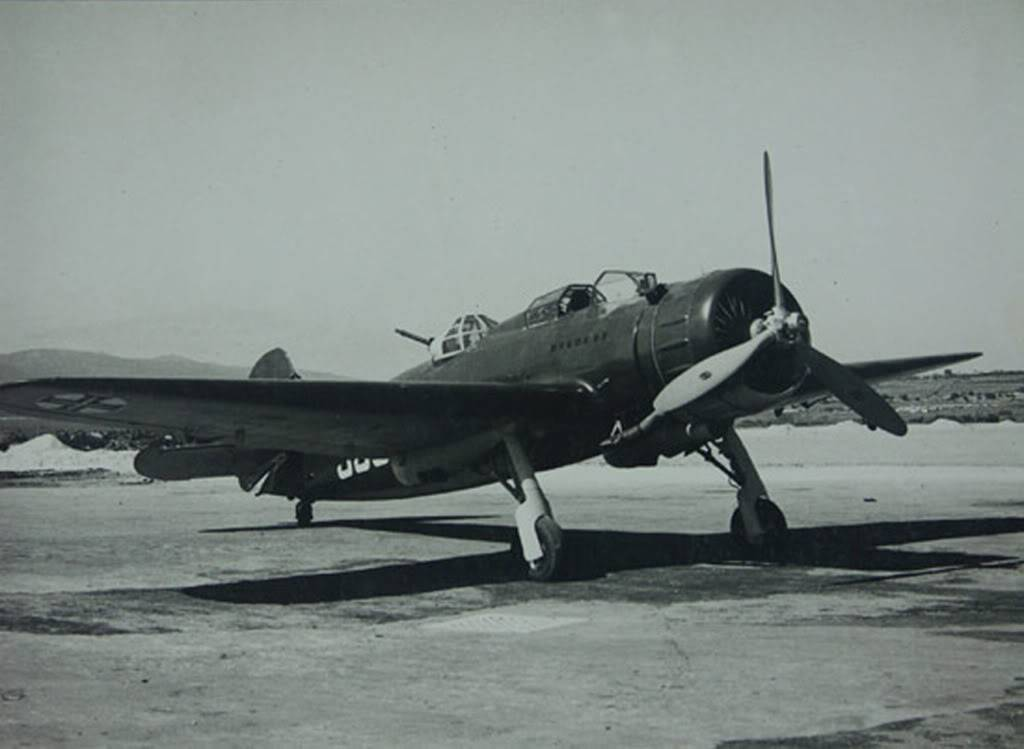
Breda Ba.65 A.80 L dell'aeronautica militare portoghese (si noti la torretta).

Il Ba.65 ottenne un discreto successo commerciale
- Regno dell'Iraq: 15 esemplari biposto con motore Fiat A.80 RC.41 consegnati nel 1938. La suddivisione è la seguente. 12 Ba.65 A.80 dotati di torretta Breda M e 2 addestratori a doppio comando Ba.65 A.80.[9][10][11]
- Cile: 20 esemplari dotati di motori Piaggio P.XI C.40 venduti alla fine del 1938. Di questi 17 erano monoposto e 3 addestratori bicomando.
- Spagna: Al termine della guerra civile vennero ceduti 11 velivoli superstiti dei 23 inviati.
- Portogallo: 10 esemplari biposto nella versione con motore Fiat e torretta Breda L. Consegnati nel novembre 1939.
- Repubblica di Cina: interessata ad un ordine di 30 unità[12] ne provò un esemplare rimotorizzato con un radiale Pratt & Whitney R-1830 Twin Wasp nel giugno 1937, ma non ci fu alcun seguito.

## Versioni

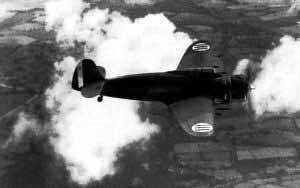
Breda Ba.65

Ba.65 K.14
prima versione monoposto da attacco al suolo equipaggiata con motore radiale Isotta Fraschini K.14 ed armata con due mitragliatrici Breda-SAFAT calibro 12,7 mm e due calibro 7,7 mm.
Ba.65 K.14 L
seconda versione del Ba.65 K.14 equipaggiata con una torretta ad arcone Tipo L difensiva.
Ba.65 K.14 M
seconda versione del Ba.65 K.14 ma dotata di torretta girevole Tipo M.
Ba.65 K.14 bicomando
versione bicomando da addestramento. Questa specifica versione è riconoscibile per il cockpit allungato, la mancanza di mitragliere difensivo e di carico bellico da sgancio.
Ba.65 A.80
come Ba.65 K.14 ma con motorizzazione Fiat A.80.
Ba.65 A.80 L
come Ba.65 K.14 L, ma con motorizzazione Fiat A.80.
Ba.65 A.80 M
come Ba.65 K.14 M, ma con motorizzazione Fiat A.80.
Ba.65М
versione da addestramento per il bombardamento in picchiata, conversione di 40 aerei effettuata dalla Caproni Vizzola con: l'installazione di freni di picchiata, l'installazione di attacchi subalari per 2 bombe da esercitazione da 15 kg, la rimozione di tutte le installazioni per il carico di caduta in fusoliera e di tutte le mitragliatrici tranne una da 7,7 nell'ala destra.

## Utilizzatori
Cile
- Fuerza Aérea de Chile

 Cina
- Chung-Hua Min-Kuo K'ung-Chün

 Iraq
- Royal Iraqi Air Force

 Italia
- Regia Aeronautica
  - Aviazione Legionaria

 Portogallo
- Arma da Aeronáutica Militar

 Spagna
- Aviación Nacional